# Денмоза
Денмоза (лат. Denmoza) — монотипный род растений семейства Кактусовые (Cactaceae). На 2023 включает один вид — Denmoza rhodacantha — Денмоза красноколючковая, или Денмоза розовоколючковая, произрастающий в Аргентине.

## Название
Родовое научное латинское название Denmoza является анаграммой западной провинции Аргентины — Мендоса.
Видовой эпитет rhodacantha происходит от др.-греч. ῥόδον, rhódon — роза и др.-греч. ἄκανθα, ákantha — шип, колючка.

## Описание

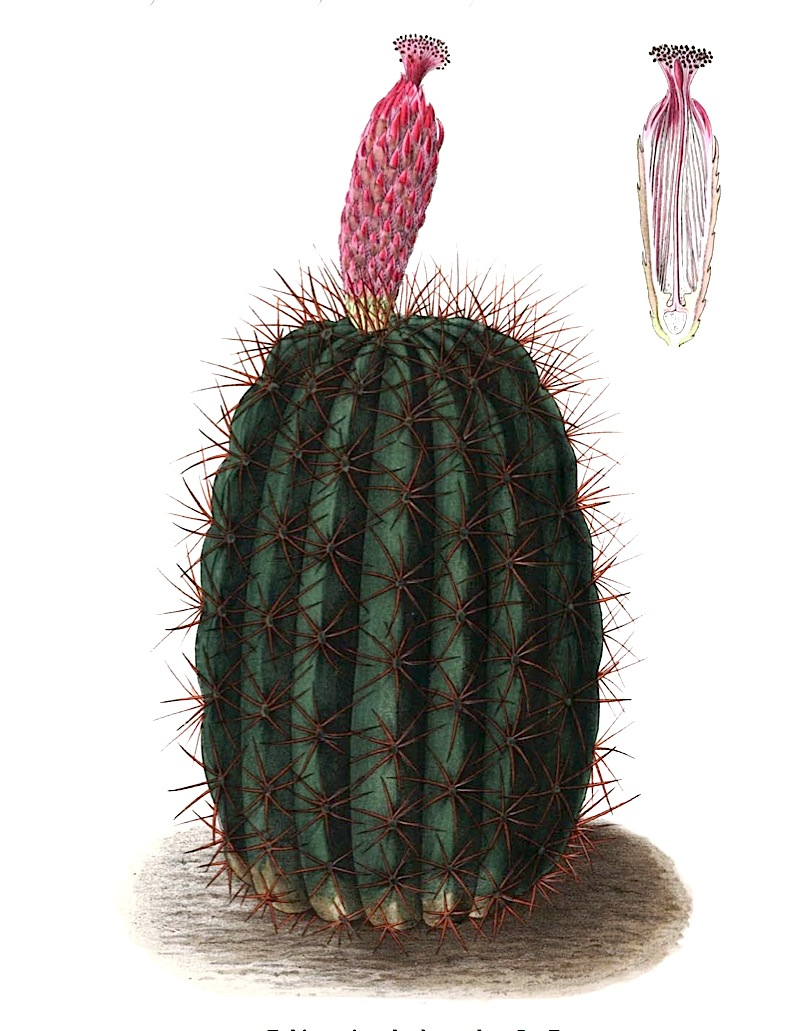
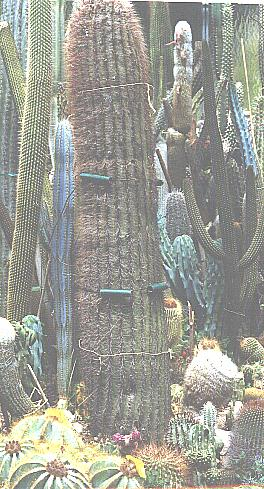
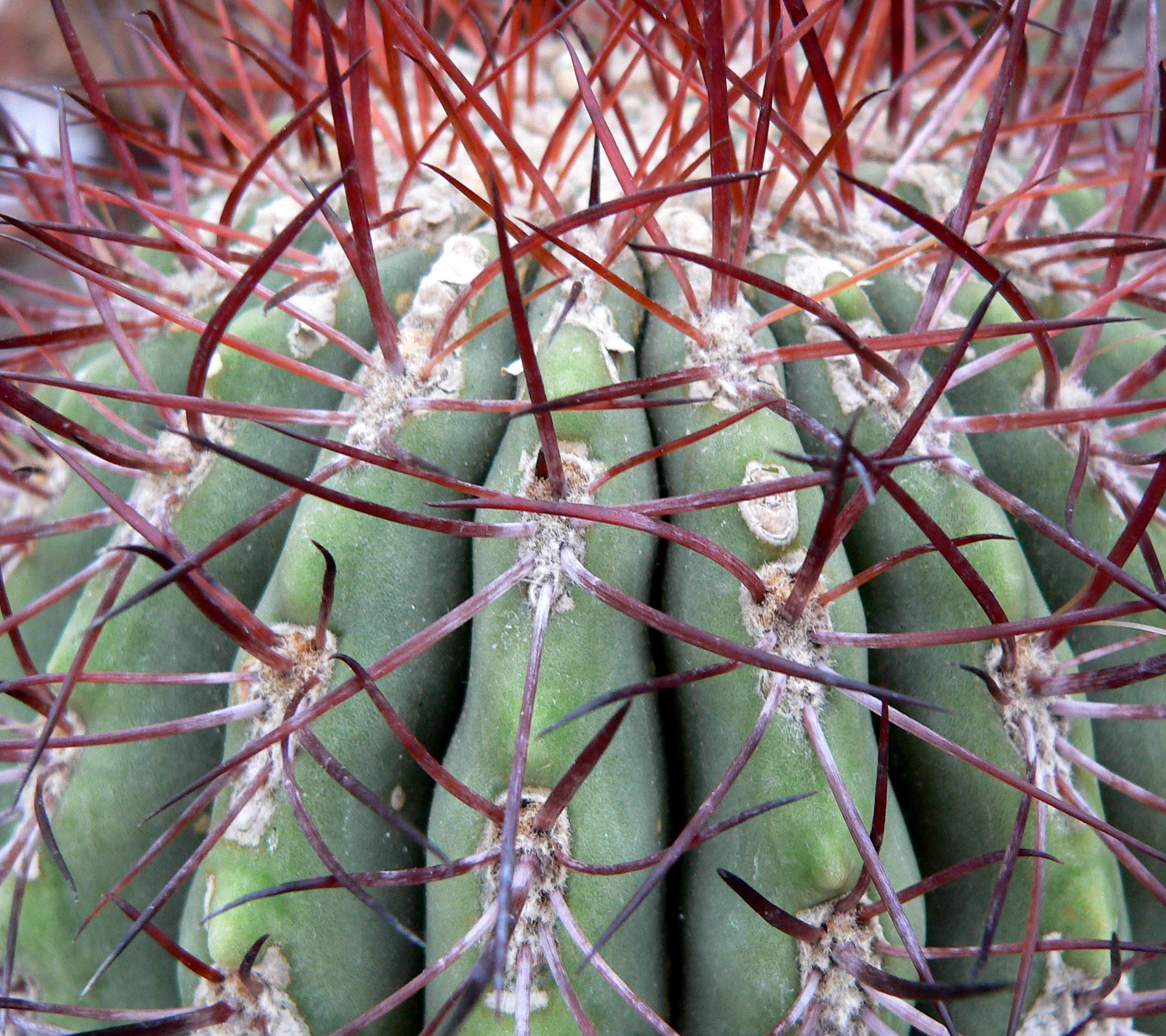

Денмоза красноколючковая, или Денмоза розовоколючковая — большое, медленно растущее, столбчатое растение. Остается шаровидным в течение длительного периода, прежде чем приобретет небольшую столбчатую форму высотой от 0,5-2 см. Диаметр растения от 15-30 см, цвет стебля от бледно-зеленого до темно-зеленого. Ребра от 15-30, параллельные прямые, слегка волнистые, широкие в основании, до 1 см высотой. Ареолы сначала хорошо расставленные, позже сливающиеся. Цветочные ареолы часто имеют много длинных колючек длиной до 7 см. Радиальных колючек от 8-10, буро-красные становятся серыми, шиловидными и слегка изогнутыми, сильно различаются у молодых и старых растений. Центральных колючек 1 (но часто отсутствует) до 3 см длиной. Цветки появляются на верхушке стебля у растений разного возраста и размера, иногда на относительно молодых растениях, но также и у экземпляров возрастом 30-40 лет. Максимальная длина 7,5 см, от красноватого до ярко-алого цвета, с белыми волосками на трубке.

## Распространение
Природный ареал — Аргентина. Суккулент произрастает в основном в биоме пустыни или кустарниковой степи. Встречается на склонах и предгорьях, в гравийных почвах, на высоте от 800-2800 м над уровнем моря.

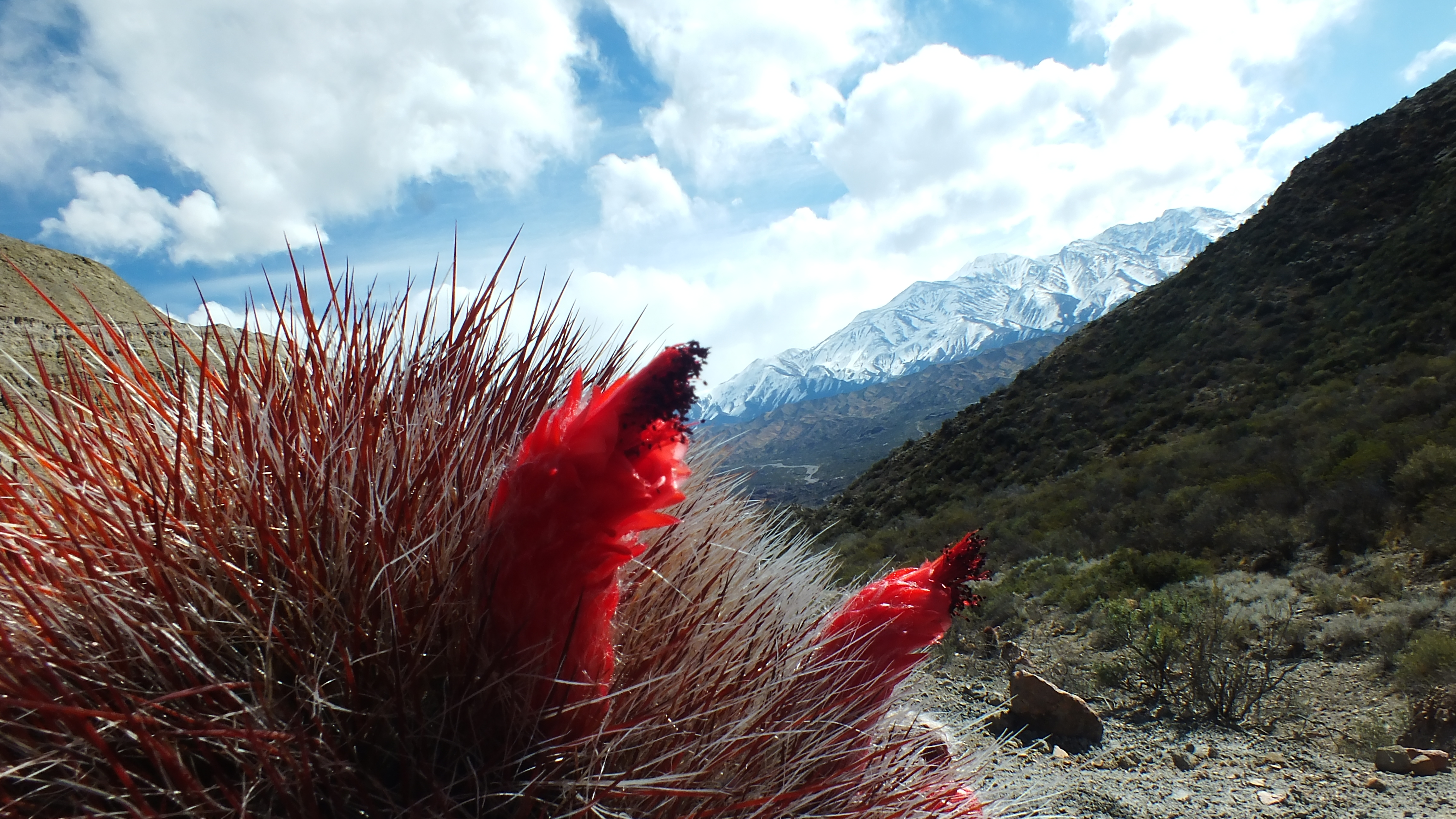
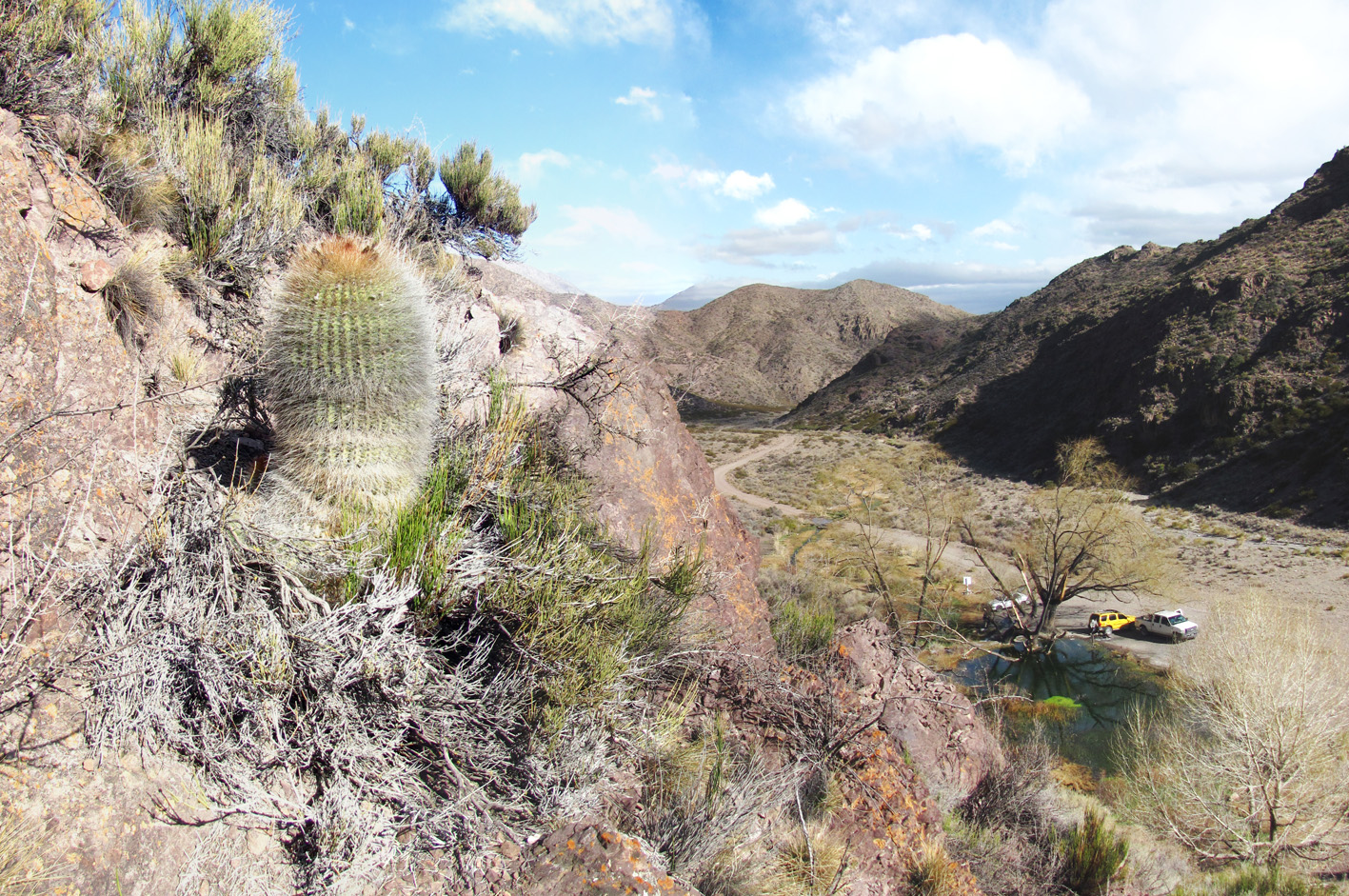

## Таксономия
Denmoza Britton & Rose, первое упоминание в Cact. 3: 78 (1922).

### Виды
По данным сайта Plants of the World Online на 2023 год, род включает один подтвержденный вид:
- Denmoza rhodacantha (Salm-Dyck) Britton & Rose — Денмоза красноколючковая, или Денмоза розовоколючковая

#### Синонимы (вида)
Гомотипные (основанные на одном и том же номенклатурном типе):
- Cleistocactus rhodacanthus (Salm-Dyck) Lem. (1861)
- Echinocactus rhodacanthus Salm-Dyck (1834)
- Echinopsis rhodacantha (Salm-Dyck) Salm-Dyck (1850)
- Pilocereus rhodacanthus (Salm-Dyck) Speg. (1905)

Гетеротипные (основанные на разных номенклатурных типах):
- Cereus erythrocephalus A.Berger (1905)
- Denmoza erythrocephala (K.Schum.) A.Berger (1929)
- Denmoza rhodacantha var. diamantina Slaba (1996)
- Echinocactus coccineus Pfeiff. (1837)
- Echinocactus rhodacanthus var. coccineus Monv. ex Labour. (1853)
- Mammillaria coccinea G.Don (1830)
- Pilocereus erythrocephalus K.Schum. (1897)